# Ткачук Юрій Савович
Юрій Савович Ткачук («Куниця», «Тарас»; 1916, с. Розтоки, Усть-Путильська сільська громада, Чернівецька область — 2001, смт Берегомет, Чернівецька область) — лицар Бронзового хреста бойової заслуги УПА.

## Життєпис
Служив у румунській армії. Член ОУН з 1941 р. Заступник станичного, станичний провідник ОУН с. Ростоки (1944), кущовий провідник ОУН у Вижницькому р-ні (1945—1946), керівник Вижницького районного проводу ОУН (1947-05.1949). 19.05.1949 року на прис. Закінь с. Розтоки Путильського р-ну тяжко пораненим захоплений у полон опергрупою відділу 2-Н УМДБ Чернівецької обл. 20.11.1949 року Військовим трибуналом військ МВС Львівського округу засуджений на 25 років ВТТ. Термін покарання відбував в особливій в'язниці МВС СРСР та Воркутинських таборах. Звільнений у 1963 році. Проживав у смт. Берегомет Вижницького району, де помер й похований. Відзначений Бронзовим хрестом бойової заслуги (14.10.1947).